# Павицький Володимир Петрович
Володимир Петрович Павицький (1976 — 2022) — старший солдат Збройних сил України, учасник російсько-української війни.

## Із життєпису
Мешкав у Новій Боровій Житомирської області.
Загинув у 2022 році під час штурмових дій ворога.

## Нагороди та вшанування
- Указом Президента України № 336/2023 від 19 червня 2023 року «за особисту мужність і самовіддані дії, виявлені у захисті державного суверенітету та територіальної цілісності України, самовіддане виконання військового обов’язку» — нагороджений орденом «За мужність» III ступеня[2].